# Поянешти-лукашевская культура
Поянешти-лукашевская культура или культура Поянешти-Выртешкой, рум. cultura Poienești -Lukașevka — археологическая культура начала II века до н. э. — конца I века до н. э., распространённая на территории Румынии, Молдавии и Украины в Прикарпатско-Днестровском регионе. Занимает ареал междуречья Днестра — Прута — Сирета.

## История исследования
Памятники типа Поянешти—Лукашевка были открыты в конце 1930-х годах румынским археологом К. Чиходару. Выделил культуру в самостоятельную Р. Вульпе. На территории СССР памятники данной культуры были обнаружены Г. Б. Фёдоровым, который в 1953, 1954 и 1957 годах раскопал могильник у молдавского села Лукашевка (на реке Реут). Затем близ могильника были открыты два селища — Лукашевка I и Лукашевка II. На основании однотипности лукашевских и румынских памятников типа Поянешти культура получила название «Поянешти-лукашевская». На Украине (в Поднестровье) памятники Поянешти-лукашевской культуры выявлены в Круглике, Кодыне, Гринчуке, Долиняны.

## Формирование
Культура развивалась под сильным влиянием латенской культуры. Для памятников поянешти-лукашевской культуры нехарактерны городища и обширные селища, отсутствует разнообразие типов погребальных обрядов. Происхождение памятников типа Поянешти-Лукашевка связано с ясторфской периферией (Р. Вульпе, К. Такенберг, Д. А. Мачинский, М. Бабеш). Исследования указывают на северное происхождение могильников Поянешти, Лукашевка и Долиняны и подтверждают, что поянешти-лукашевская культура не могла эволюционироать из культуры гетов IV—III вв. до н. э.

## Материальная культура
Для поянешти-лукашевской культуры характерны небольшие открытые поселения. Жилища прямоугольные глинобитные наземные и полуземляночного типа с очагами, иногда с глинобитными печами. Присутствуют мастерские по производству керамических и бронзовых изделий. Керамика представлена лепными горшками, в том числе с хроповатой (преднамеренно ошершавленной) поверхностью, мисками, кувшинами и другими (показательны чернолощёные, с утолщённым гранёным венчиком, иногда — с налепами). Из других предметов характерны фибулы латенских типов, поясные крючки. Импортные изделия в основном античные и латенские.
В основе хозяйства — земледелие и животноводство.
Захоронения состоят из грунтовых могильников, остатки трупосожжений в основном очищали и помещали в урну (часто покрыта миской), нередко вместе с элементами убора, бытовыми предметами, иногда с оружием.

## Этническая атрибуция
Отсутствие на памятниках типа Поянешти-Лукашевка юго-западных, балкано-иллирийских элементов позволяет предположить, что они оставлены именно той частью бастарнов, которая не участвовала в балканских походах времён Третьей Македонской войны — певкинами.